# ۱۱۶۲ (خورشیدی)
۱۱۶۲ هزار و صد و شصت و دومین سال هجری خورشیدی است.